# Astrid Pérez Batista
Astrid María Pérez Batista (Las Palmas de Gran Canaria, Gran Canaria, 19 de octubre de 1969) es una política española del Partido Popular. Ha sido alcaldesa de Arrecife entre 2019 y 2023, consejera del cabildo de Lanzarote en diversas ocasiones y diputada en el Parlamento de Canarias desde el 2011. En la actualidad, desde el 27 de junio de 2023, es la presidenta del Parlamento de Canarias en su XI Legislatura.

## Biografía
Astrid María Pérez Batista es una política española, miembro del Partido Popular. Su carrera se han centrado principalmente en la isla de Lanzarote y en parlamento autonómico.
Es licenciada en Derecho por la Universidad de Granada y titulada en la escuela de prácticas jurídicas.
Comenzó su carrera profesional como abogada, ejerciendo la abogacía desde 1996 hasta 2011.

## Actividad Política
Su trayectoria política comenzó cuando ocupó el cargo de consejera de Hacienda del Cabildo de Lanzarote desde 2003 hasta 2005. Posteriormente, entre 2009 y 2012, se desempeñó como consejera de Centros de Arte, Cultura y Turismo del mismo cabildo, y también fue vicepresidenta Primera del Cabildo de Lanzarote entre 2011 y 2012.
En las elecciones de 2011 fue elegida diputada en el parlamento de Canarias por Lanzarote
Es presidenta Insular del Partido Popular de Lanzarote desde el 2008.
En 2019, Astrid María Pérez Batista fue elegida alcaldesa del Ayuntamiento de Arrecife,un cargo que mantuvo hasta 2023. Fue reelegida en las elecciones del 28 de mayo de ese año, gracias a un pacto con Coalición Canaria.
En junio de 2023, renunció a su cargo de alcaldesa de Arrecife y asumió la posición de presidenta del Parlamento de Canarias.
El 23 de enero de 2025 es elegida presidenta de la Conferencia de las Asambleas Legislativas Regionales Europeas (CALRE) que reúne a 72 presidentes de asambleas legislativas de todo el continente. 